# Jerzy Stuhr

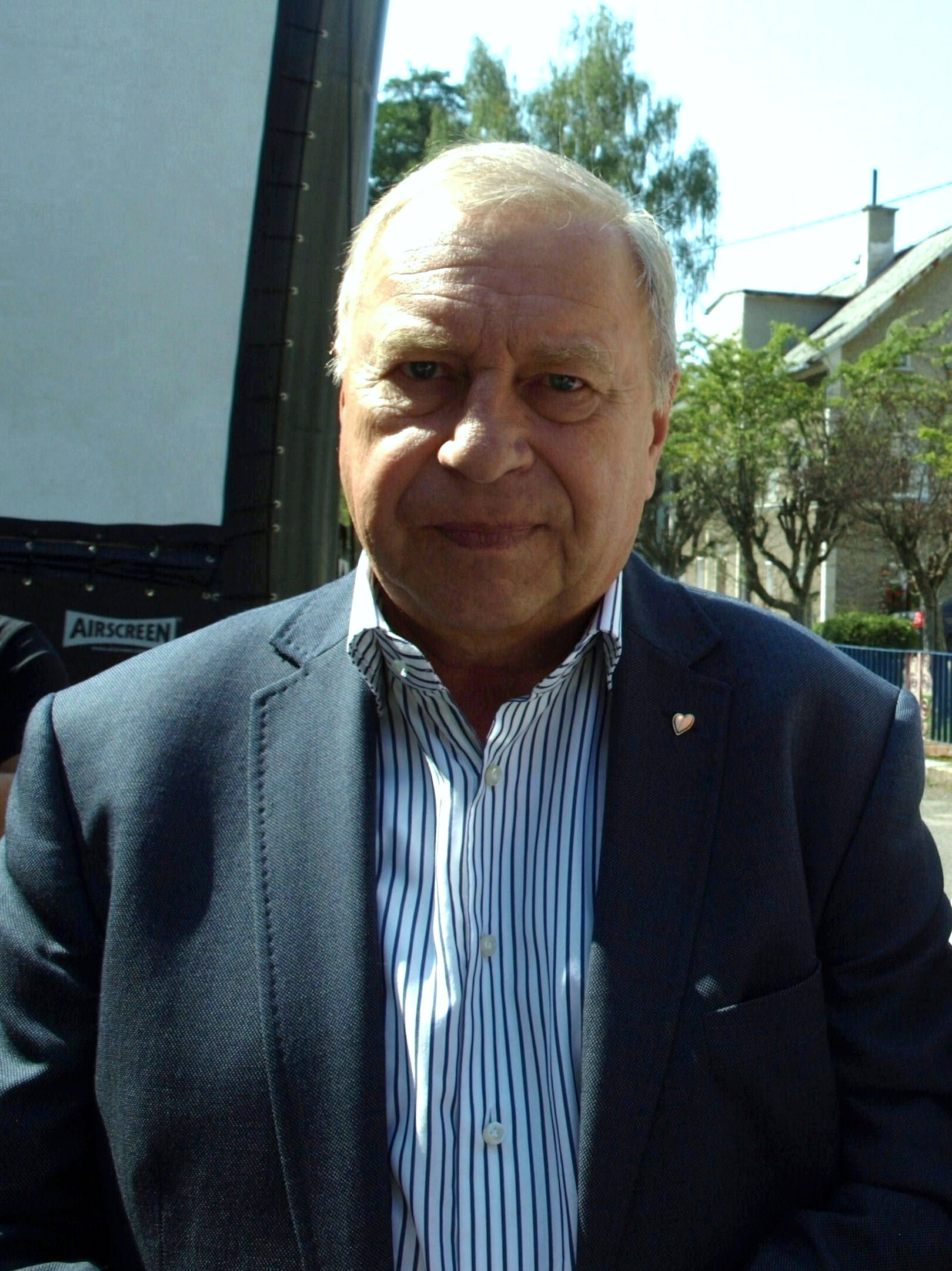
Jerzy Stuhr (2014)

Jerzy Oskar Stuhr (18. dubna 1947 Krakov – 9. července 2024 Krakov) byl polský herec, režisér, scenárista a pedagog.

## Život
Jeho předkové z otcovy strany Anna rozená Thill a Leopold Stuhr přišli do Krakova krátce po sňatku z Dolního Rakouska v roce 1879. Jerzy Stuhr se narodil v Krakově, dětství prožil též v Bílsku-Bělé, kde vystudoval střední školu. V roce 1970 dokončil studium polonistiky na filologické fakultě Jagellonské univerzity v Krakově a v roce 1972 fakultu herectví na krakovské Vysoké divadelní škole Ludwika Solskiego. Od roku 1971 účinkoval v krakovském Starém teatru. Popularitu televizních diváků mu přineslo moderování cyklu televizních programů Spotkania z ballad. Vytvořil mnoho divadelních a filmových rolí. V roce 1983 ztvárnil roli Maxe v komedii Juliusze Machulského Sexmise. Kromě herectví se věnoval též filmové režii.
Zastával funkci rektora na krakovské PWST v letech 1990–1996 a 2002–2008.

## Filmografie

### Herec
- 1971 – Třetí část noci, jako laborant
- 1976 – Blizna (film), jako asistent
- 1976 – Spokój, jako Anthony Gralak
- 1977 – Předtanečník, jako Lutek Danielak
- 1978 – Seance (film), jako Tomer Partyka
- 1978 – Bez umrtvení, jako Jerzy Porębowicz, advokát Eva Michaołwské
- 1979 – Šance, jako Zbyszek Ejmont, učitel dějepisu
- 1979 – Amatér, jako Philip Mosz
- 1980 – Z biegiem lat, z biegiem dni..., jako Alfonso Fikalski, aranžér večerní taneční školy
- 1981 – Pouzdro, jako aktivista ZSMP
- 1981 – Válka světů - Příští století, jako právník
- 1983 – Sexmise, jako Maximilián Paradys
- 1984 – O-bi, O-ba- Zánik civilizace, jako Soft
- 1985 – Ga, ga. Sláva hrdinům, jako úředník
- 1985 – Medium, jako Georg Netz
- 1986 – Hero of the Year, jako Lutek Danielak
- 1987 – Kingsajz, jako Nadšiškovník Velký Jedlík
- 1987 – Oblouk Eros, jako odborný asistent Stanislaw, Ciąglewicz
- 1988 – Dekalog X, jako Jerzy Janicki
- 1988 – Citizen Piszczyk, jako John Piszczyk
- 1990 – Deja Vu, Johnny Pollack
- 1991 – Život za život- Maximilián Kolbe, jako prelát
- 1993 – Uprowadzenie Agaty, jako otec Agatha Agatha
- 1993 – Tři barvy- Bílá, jako Jurek
- 1994 – Seznam cizoložnic, jako Gustav
- 1997 – Milostné příběhy, jako odborný asistent, kněz, plukovníku, vězeň
- 1997 – Kiler, jako komisař Jiří Ryba
- 1999 – Killer-s 2-OH, jako komisař Jiří Ryba
- 1999 – Týden ze života muže, jako Adam Borowski
- 2000 – Velké zvíře, jako Zygmunt Sawicki
- 2001 – Down House, jako generální Ivolgin
- 2003 – Počasí na zítra, jako Joseph Koziol
- 2003 – Show, jako vedoucí štace
- 2004 – Arje, jako Arje moskevský kardiolog
- 2005 – Perfektní odpoledne, jako Andrej
- 2007 – Průvod, jako rektor
- 2009 – Mystifikace, jako Witkacy
- 2010 – Io sono con te
- 2011 – Máme papeže!, (Habemus Papam), jako mluvčí Vatikánu
- 2012 – Giewont, televizní seriál, jako Oskar

### Režie
- 1994 – Spis cudzołożnic
- 1997 – Historie miłosne
- 1999 – Tydzień z życia mężczyzny
- 2000 – Duże zwierzę
- 2003 – Pogoda na jutro
- 2005–2006 – Ryszard III
- 2007 – Korowód

## Ocenění
- Za své působení v oblasti kultury získal od polského Ministerstva kultury v roce 2005 zlatou medaili „Gloria artis“.
- Řád Polonia Restituta 3. třídy za jeho mimořádný přínos pro národní kulturu 11. 11. 1997
- Řád Polonia Restituta 2. třídy za vynikající přínos k polské kultuře, úspěchy v umělecké a pedagogické činnosti 3. 5. 2011